# Gemüse des Jahres
Das Gemüse des Jahres wird in Deutschland seit 1999 jährlich durch den Verein zur Erhaltung der Nutzpflanzenvielfalt (VEN) ausgerufen, um auf den Rückgang dieser Kulturpflanzen aufmerksam zu machen.
Entscheidend für die Auswahl des Gemüses des Jahres sind die Gefährdung der Kulturpflanze, ihre Bedeutung sowie der Rückgang des Anbaus. Die Gesellschaft ist bestrebt, die Vielfalt der Kulturpflanzen zu erhalten.

## Bisherige Gemüse des Jahres
| Jahr      | deutscher Name                    | wissenschaftlicher Name                 | Abbildung                  |
| --------- | --------------------------------- | --------------------------------------- | -------------------------- |
| 1998/1999 | Puffbohne                         | Vicia faba                              | 1998/1999 Puffbohne        |
| 2000      | Gartenmelde                       | Atriplex hortensis                      | 2000 Gartenmelde           |
| 2001      | Tomate                            | Lycopersicon esculentum                 | 2001 Tomate                |
| 2002      | Flaschenkürbis – Kalebasse        | Lagenaria siceraria                     | 2002 Flaschenkürbis        |
| 2003      | Kartoffel                         | Solanum tuberosum                       | 2003 Kartoffel             |
| 2004      | Körnerbohne                       | Phaseolus vulgaris                      | 2004 Körnerbohne           |
| 2005      | Zichorie und Endivien             | Cichorium intybus und Cichorium endivia | 2005 Zichorie              |
| 2006      | Kopfkohl                          | Brassica oleracea convar. capitata      | 2006 Kopfkohl              |
| 2007/2008 | Gartensalate                      | Lactuca sativa                          | 2007/2008 Gartensalat      |
| 2009/2010 | Erbsen                            | Pisum sativum                           | 2009/2010 Erbsen           |
| 2011/2012 | Pastinake                         | Pastinaca sativa                        | 2011/2012 Pastinaken       |
| 2013/2014 | Allium-Arten (Lauch und Zwiebeln) | Allium                                  | 2013/2014 Gattung Allium   |
| 2015/2016 | Chili und Paprika                 | Capsicum                                | 2015/2016 Gattung Capsicum |
| 2017/2018 | Steckrübe                         | Brassica napus subsp. rapifera          | 2017/2018 Steckrübe        |
| 2019/2020 | Gurke                             | Cucumis sativus                         | 2019/2020 Gurke            |
| 2021/2022 | Mais                              | Zea mays                                | 2021/2022 Mais             |
| 2023/2024 | Rote Bete                         | Beta vulgaris                           | 2023/2024 Rote Bete        |
| 2025/2026 | Blattkohl                         | Brassica oleracea                       | 2025 Blattkohl             |

## Gemüse der Jahre 1998–2026
- Gemüse des Jahres. Verein zur Erhaltung der Nutzpflanzenvielfalt (VEN)